# Giải đua ô tô Công thức 1 Hungary 2008
Giải đua ô tô Công thức 1 Hungary năm 2008 là chặng đua thứ mười một của giải vô địch thế giới Công thức 1 năm 2008. Giải được tổ chức từ ngày 1 đến ngày 3 tháng 8 năm 2008.